# Piramide accessoria
Una piramide accessoria è genericamente ogni piramide annessa al complesso funerario oltre la piramide principale.

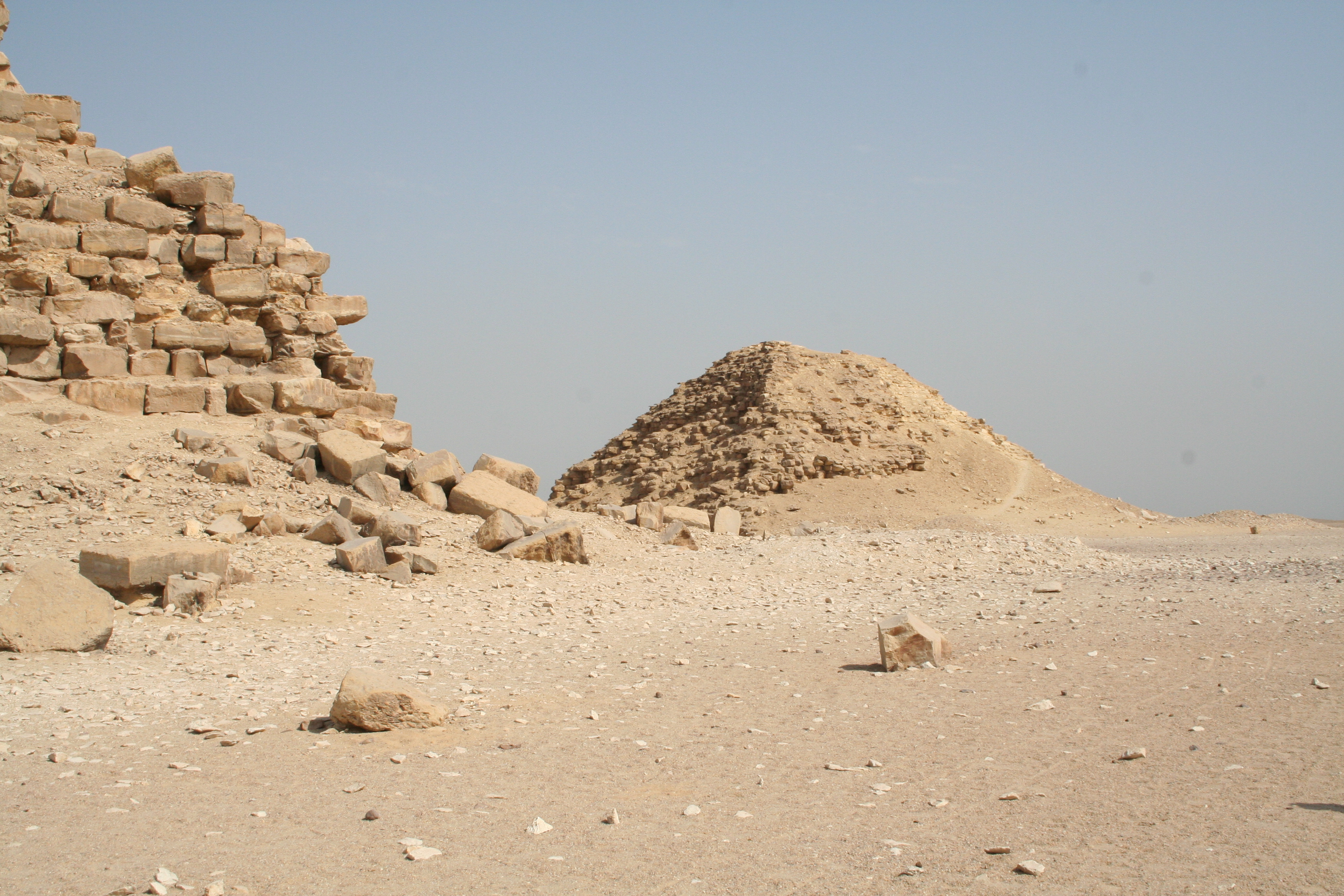
Piramide satellite del complesso meridionale di Snefru

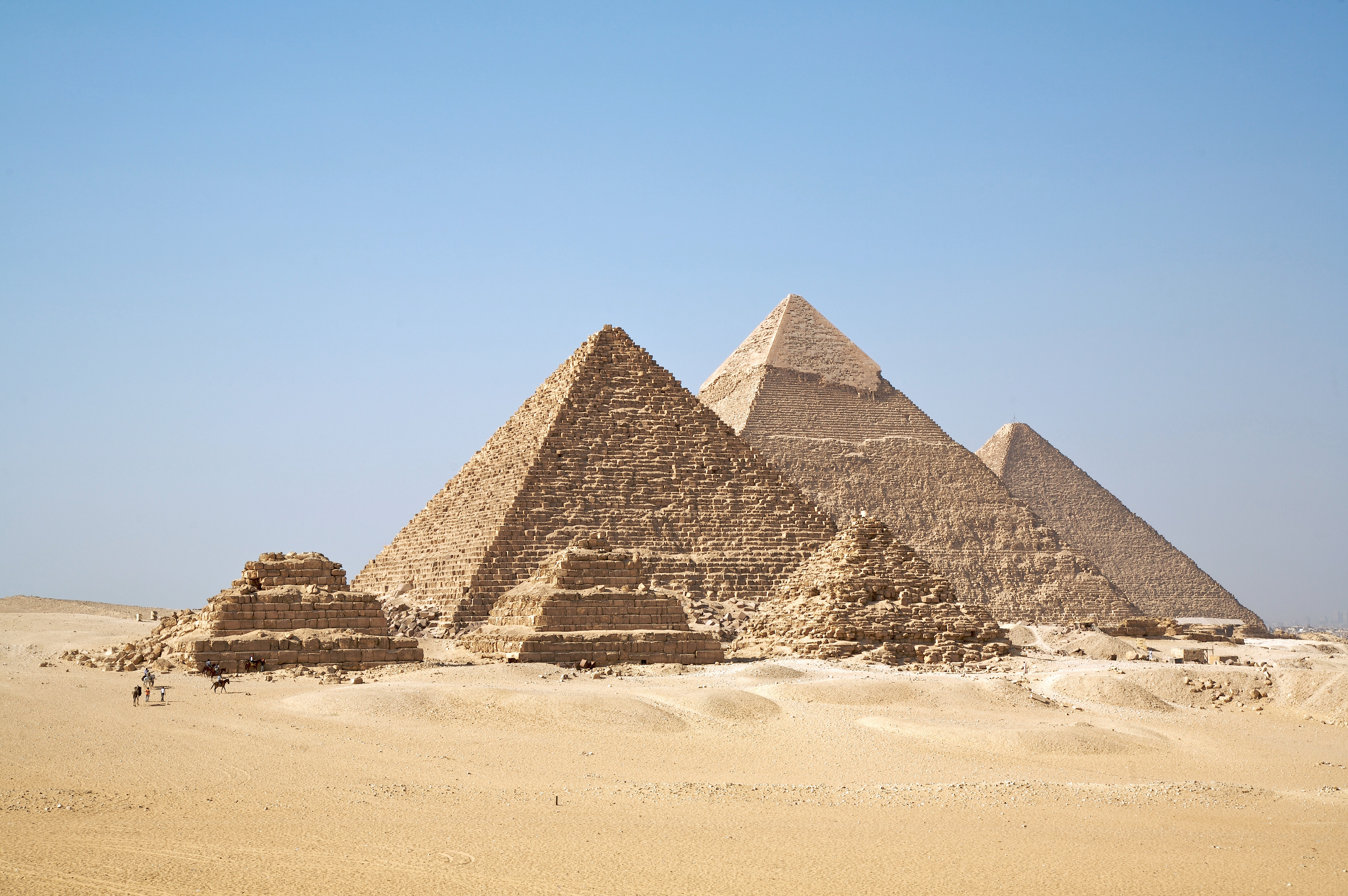
Piramidi secondarie del complesso di Cheope

Una successiva distinzione divide le piramidi accessorie in due gruppi:
- Piramidi satelliti o rituali destinate a vari usi del culto del sovrano
- Piramidi secondarie destinate sovente alle sepolture delle regine e dei familiari del re

Si può comprendere che essendo difficile identificare la destinazione delle piramidi accessorie, per il grave degrado e la carenza di indicazioni, sono spesso usati indifferentemente gli aggettivi di accessorie, rituali, satelliti e secondarie così come spesso è accaduto che piramidi nate rituali hanno finito per essere usate come secondarie.
Oggi, gli edifici piramidali si quantificano indicativamente in 114  così ripartiti:
- 44 piramidi regali
- 37 piramidi secondarie
- 21 piramidi rituali
- 4 piramidi di sconosciuta funzione
- 1 pseudo piramide
- 7 piramidi di controversa funzione.

Le piramidi accessorie pur non essendo sempre presenti scomparvero insieme con la piramide principale alla fine della XIII dinastia quando i sovrani abbandonarono questa tipologia sepolcrale per le tombe ipogee della Valle dei Re, sepolcri dominati dalla piramide naturale della montagna tebana.